# 西北區 (喀麥隆)
西北区（英語：Northwest Region）是喀麥隆西北部的一個区，北鄰奈及利亞。面積17,812平方公里，2004年人口1,840,527人。首府巴門達。下分7州。